# Alliance française de Wuhan
L’Alliance française de Wuhan (武汉法语联盟) a été fondée en 2000 à Wuhan, en collaboration avec l'université de Wuhan (Wuda). Ses locaux couvrent une superficie de 3 000 m2 sur trois sites, le centre principal est à Wuchang, ses annexes sont à Hankou et à Hanyang. Elle compte chaque année plus de 4 000 inscrits.

## Fondation des Alliances françaises
La Fondation des Alliances françaises est une fondation française de droit privé reconnue d’utilité publique dont la mission est la promotion de la langue et de la culture française à l’étranger. Son siège se situe au 101, boulevard Raspail dans le 6e arrondissement de Paris.
Le réseau de l’Alliance française comprend l’Alliance française Paris Île-de-France, anciennement l’Alliance française de Paris, des comités situés dans d'autres villes de France ainsi que plus de 1 072 comités installés dans 135 pays.

## Cours
L'Alliance française de Wuhan propose une large gamme de cours de langue française, assurés par des professeurs chinois et français. La langue est enseignée à travers une approche communicative et actionnelle à travers des ressources pédagogiques récentes.
- Cours de français langue étrangère (FLE) : pour tous niveaux, proposés du lundi au dimanche, le matin, l'après-midi et le soir.
- Cours de français sur objectifs spécifiques (FOS) : cours de français langue étrangère en contexte professionnel.
- Cours particuliers : organisé sur demande et sur mesure ; notamment pour la préparation aux entretiens de Campus français et aux tests du CIEP et du CCIP.
- Ateliers : proposés de manière complémentaire aux cours de langue générale pour répondre à un objectif particulier.  Ateliers : grammaire, correction phonétique, œnologie, cuisine, chanson, vie en France et ciné-club.
- Cours de chinois : Le centre de l’Alliance française de Hanyang propose également des cours de chinois à destination des francophones pour débutants et niveaux intermédiaires, des cours de préparation au diplôme HSK (le test officiel qui permet de valider votre niveau de mandarin) mais également des cours et des ateliers sur la culture chinoise.

## Certifications officielles en langue française
L'Alliance française de Wuhan organise plusieurs sessions d'examens et de tests pour la délivrance de certifications officielles du CIEP (Centre international d'études pédagogiques) et du CCIP.
- le TCF Québec (Test de connaissance du français pour le Québec) : chaque mois.
- le TEFAQ (TCF-Demande d'admission préalable) : chaque mois[2].
- DAEFLE
- DFP
- DELF-DALF

## Culture
L’Alliance française dispose de la plus grande médiathèque francophone du centre Chine, avec plus de 6 000 ouvrages, films et musiques. Cet espace convivial est ouvert à tous les adhérents qui peuvent également accéder à la bibliothèque numérique (Culturethèque), participer au « Coin français », venir regarder la télévision ou écouter la radio en version française.
L’Alliance organise de très nombreux événements culturels dans ses murs (ateliers, rencontres avec les artistes et conférenciers, ciné-club…) et anime la vie culturelle wuhanaise en faisant rayonner la culture française et les cultures francophones sur les grandes scènes de la région : expositions, musique, spectacles, conférences, rendez-vous interculturels, heure du conte…
L’Alliance française de Wuhan est devenue un espace incontournable d’échanges entre les cultures.

## Galerie

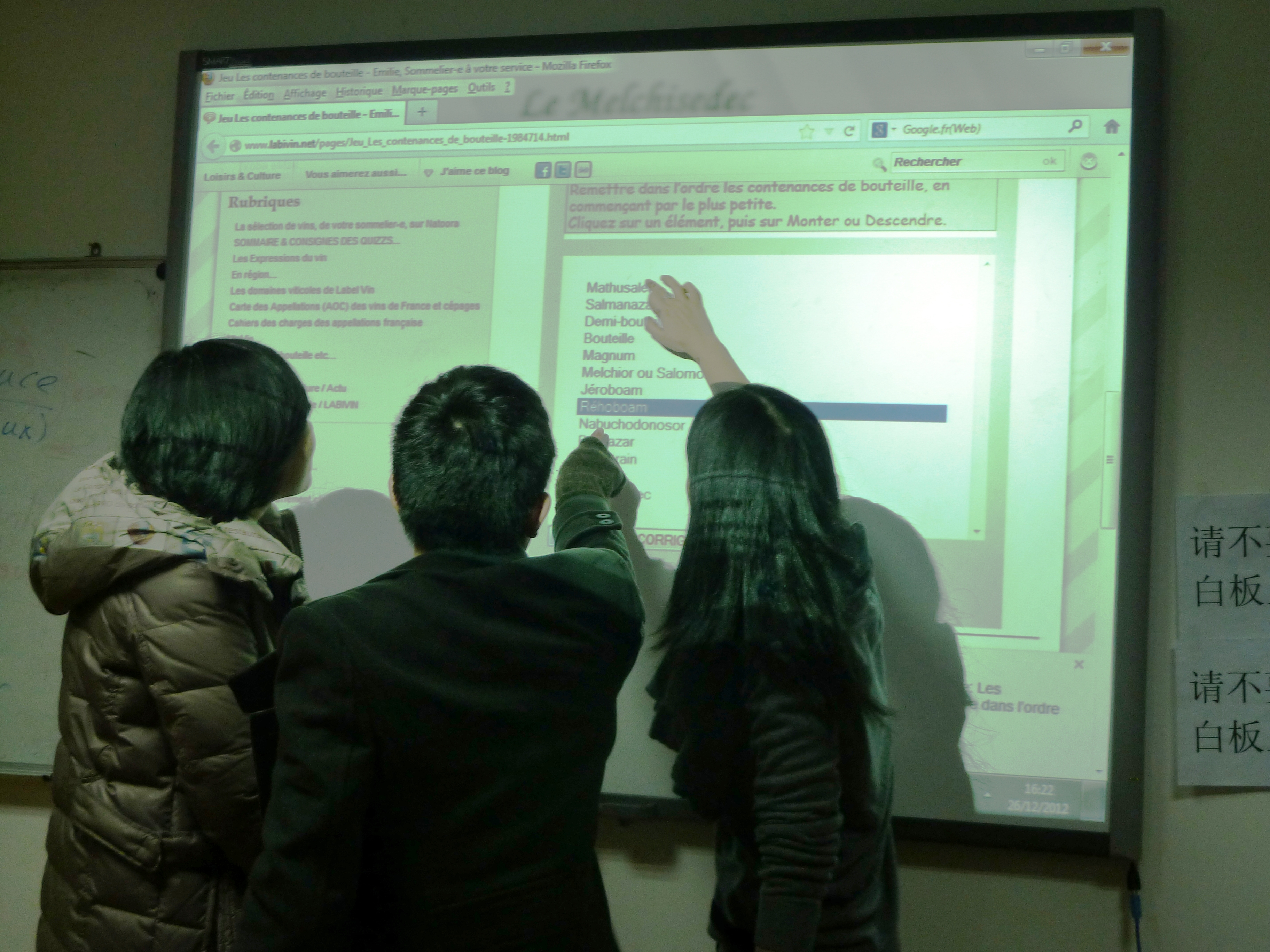
Activité sur TBI.
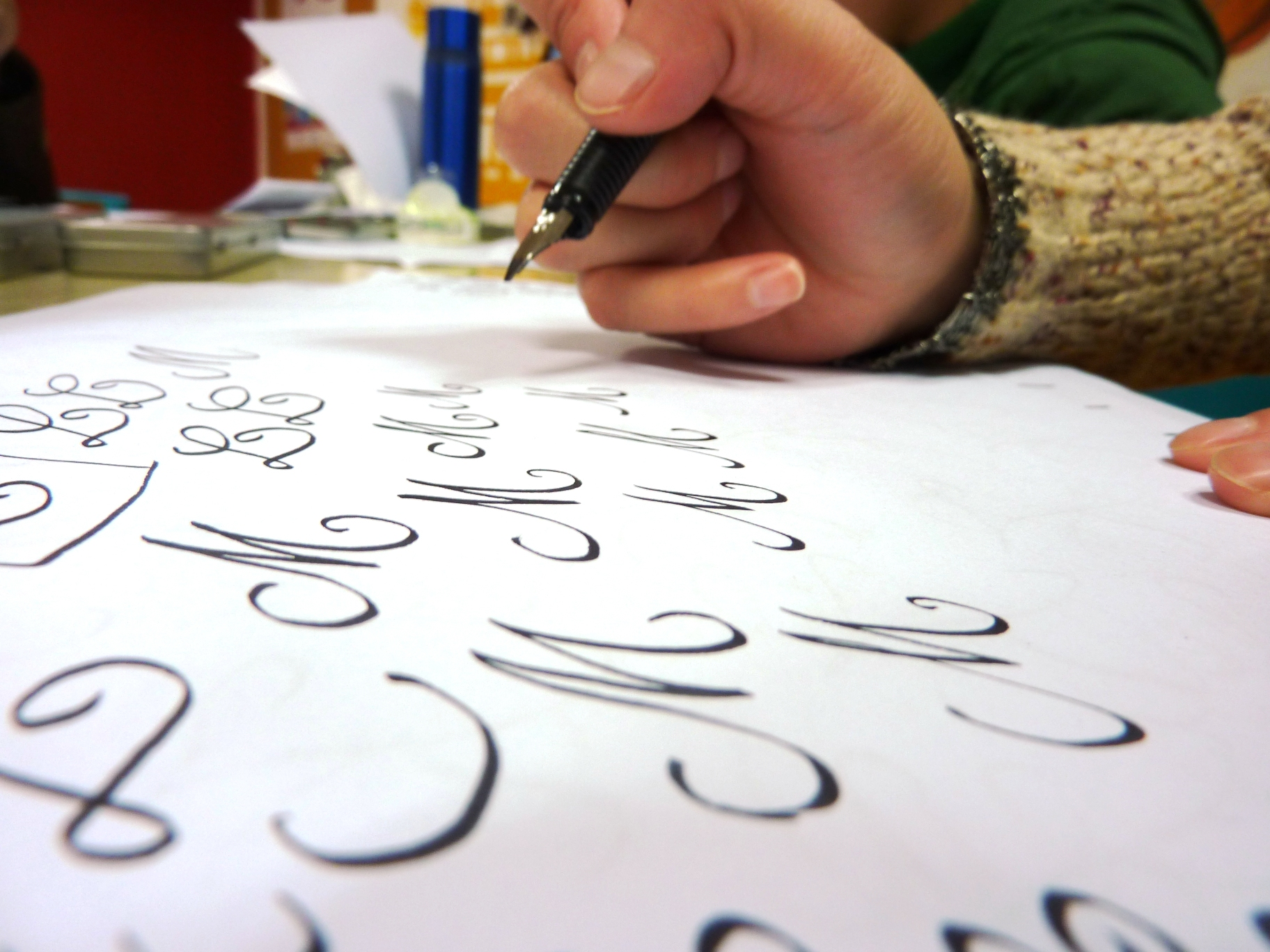
Atelier de calligraphie.
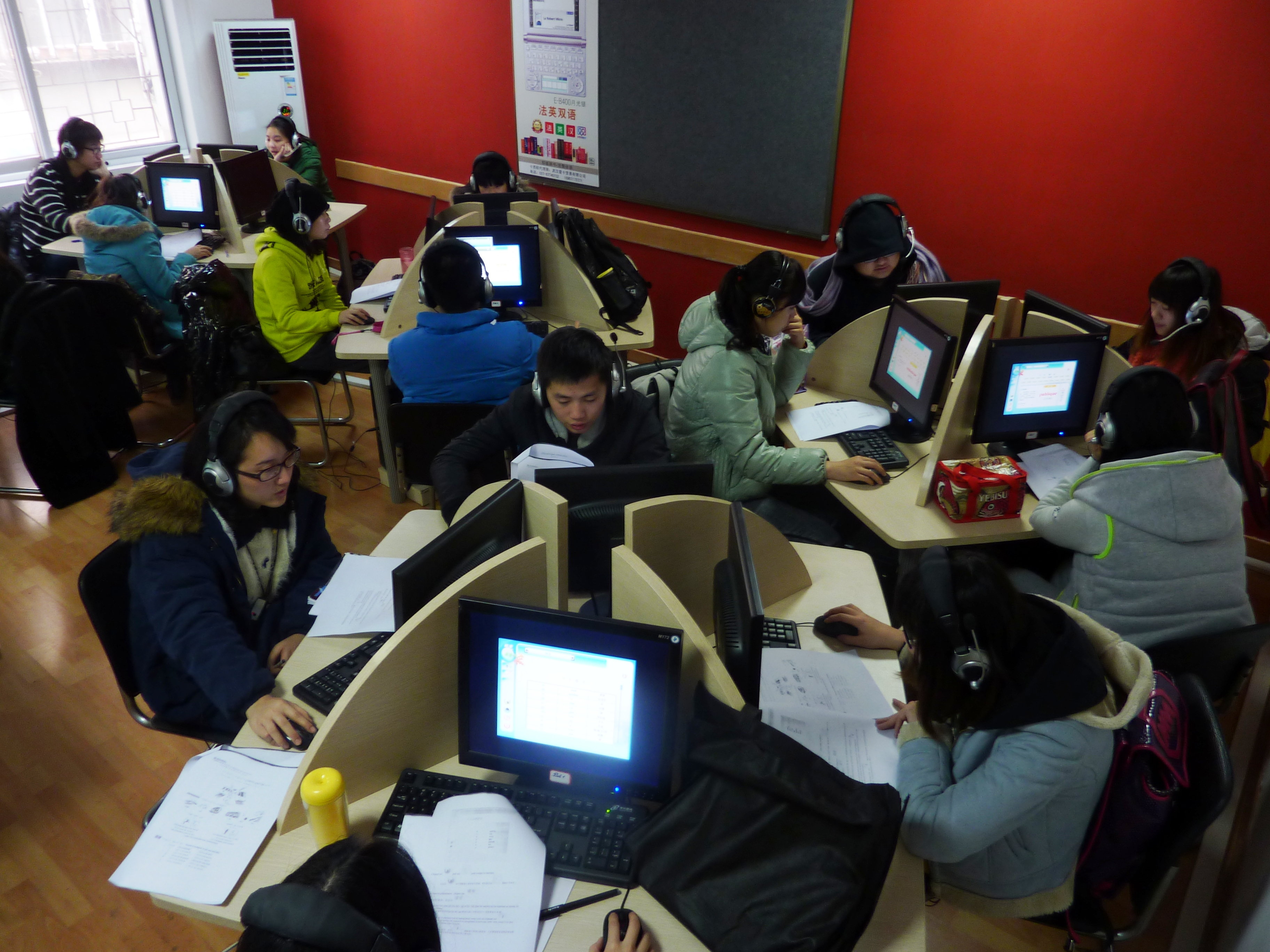
Correction phonétique.
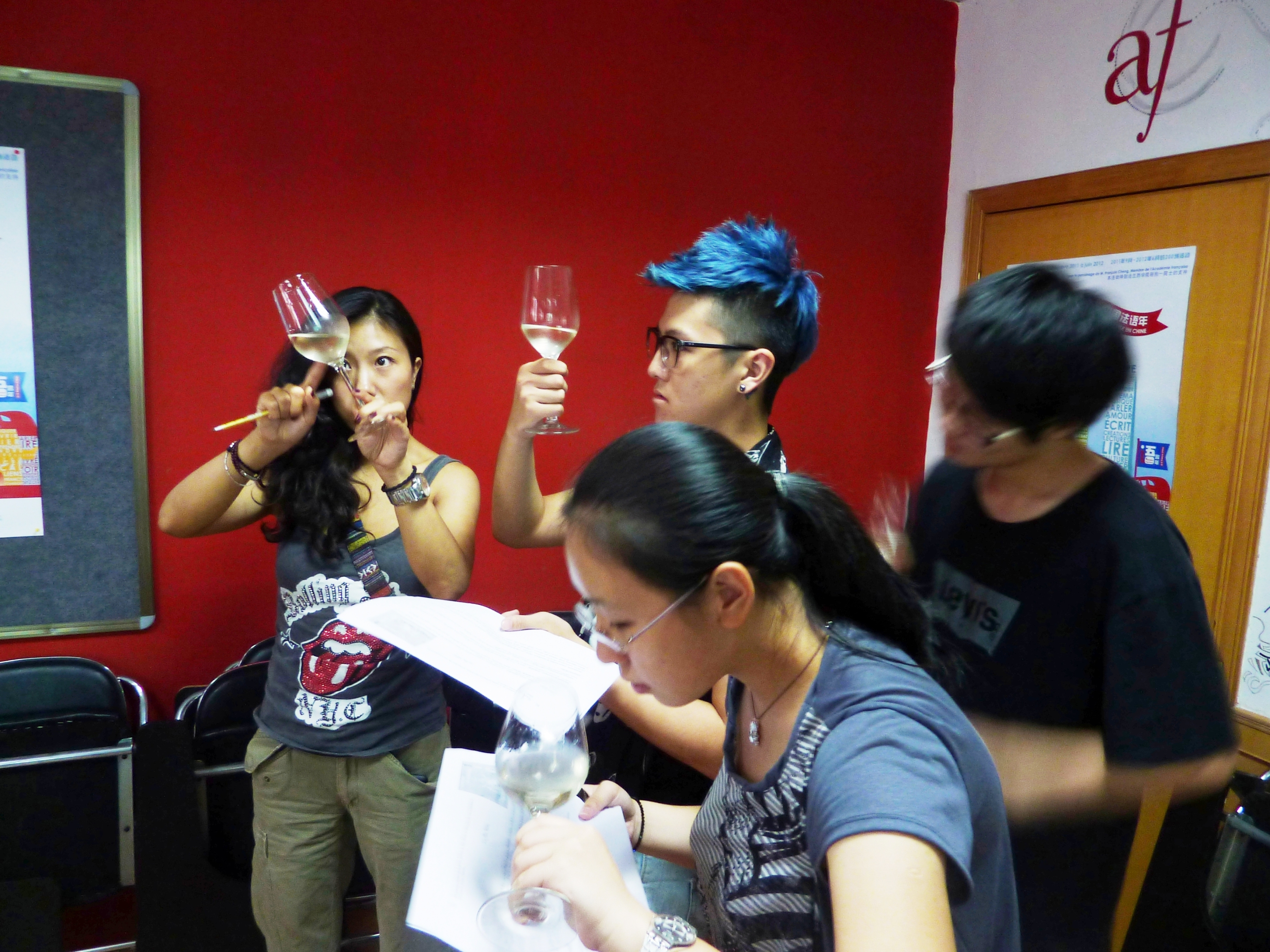
Atelier d'œnologie.